# Ilha Cat
A Ilha Cat (em inglês:  Cat Island) é uma das ilhas das Bahamas e também um distrito. Localiza-se no leste do arquipélago. A ilha tem o ponto mais alto do arquipélago, o monte Alvernia, com 63 metros. Tem 1522 habitantes (censo de 2010). As principais povoações são Arthur’s Town (onde Sidney Poitier passou a sua infância), Orange Creek e Port Howe.

## História da Ilha Cat
Os primeiros colonos da Ilha Cat Bahamas eram considerados um povo amante da paz, chamados de Arawaks. Eles viviam nas cavernas que serviam de abrigo. Alguns historiadores acreditam que Cristóvão Colombo pode realmente ter pousado primeiro na Ilha do Gato, razão pela qual agora é chamada de Ponto Colombo no sul.
Nos anos 1600, as enseadas e baías da ilha eram usadas como esconderijo por corsários e piratas que rondavam em navios desavisados que navegavam a caminho do Velho Mundo. Em 1783, os legalistas estabeleceram um assentamento permanente e aproveitaram o solo rico e fértil. A partir daí, as pessoas começaram a cultivar várias safras, como tomate, sisal, abacaxi e algodão. Essas safras foram entregues a Nassau para serem vendidas.
Durante os anos 1800, a escravidão foi abolida e muitos dos colonos deixaram a ilha e deram suas terras aos escravos. As plantações de algodão também não eram lucrativas naquela época por causa de uma infestação de gorgulhos. Os descendentes dos primeiros colonos ainda permanecem na mesma cidade onde seus ancestrais viveram. Ao longo dos anos, Cat Island Bahamas manteve seu antigo modo de vida. É uma das poucas ilhas das Bahamas que conserva os bons velhos tempos.
No início, Cat Island também era chamada de San Salvador, mas quando uma ilha próxima recebeu o nome de San Salvador em 1926, o nome de Cat Island foi restaurado. Algumas histórias revelam que os moradores preferiam um pirata chamado Arthur Catt, que é contemporâneo de Edward Barba Negra Teach, também um pirata notório. De acordo com histórias locais, esses piratas costumavam visitar a ilha para esconder seus tesouros saqueados.

## Pessoas Famosas / Notáveis da Ilha Cat Bahamas
Sidney Poitier, o primeiro negro a ganhar um Oscar de Melhor Ator, é natural de Cat Island Bahamas. Embora nascido em Miami, seus pais eram Cat Islanders e estavam apenas nos Estados Unidos para vender produtos quando ele nasceu prematuro. Ele cresceu na ilha e só voltou para Miami aos 15 anos.
Existem também várias personalidades notáveis que se apaixonaram por Cat Island Bahamas. Além de Cristóvão Colombo, Monsenhor John Hawkes, também conhecido como Padre Jerome, construiu a Igreja Católica de São Francisco de Assis na ilha. Ele também construiu um mosteiro medieval inteiro à mão no topo do Monte. Alvernia, o ponto mais alto das Bahamas. Ele optou por ficar na ilha em 1939 quando tinha 62 anos de idade e passou os últimos 17 anos de sua vida lá.
O coronel Andrew Devaux, um homem da Marinha dos EUA que ajudou na recaptura de Nassau em 1783 dos espanhóis, também construiu uma mansão Deveaux na ilha quando foi recompensado por sua vitória. As ruínas do prédio caiado de branco de dois andares podem ser vistas em Port Howe.

## Lugares para ficar na Cat Island
Se você estiver procurando por resorts em Cat Island Bahamas, há muitos hotéis ou resorts à sua escolha. Fernandez Bay Village oferece um serviço personalizado e uma atmosfera informal. O resort possui 10 chalés e 8 vilas. O Greenwood Beach Resort oferece aos hóspedes um ambiente tranquilo e pacífico, juntamente com uma praia fantástica, mas isolada. O resort dispõe de 16 quartos, piscina, internet de alta velocidade gratuita, restaurante e bar.
O Hawk’s Nest Resort & Marina oferece um paraíso tropical à beira-mar localizado no extremo sul da Ilha Cat. O resort tem uma classificação de 4 estrelas com 11 quartos e uma piscina. Se você está procurando a verdadeira vida em uma ilha durante suas férias nas Bahamas e uma atmosfera de casa longe de casa, você deve se hospedar no Island Hopp Inn, onde poderá desfrutar de suítes privativas à beira-mar com ar-condicionado e chuveiros no jardim e decoração tropical.
Existem muitos outros Cat Island Bahamas Resorts para atender a cada tipo de necessidade do viajante, incluindo Apple Tree Inn, Boggie Pond Lodge, Gilbert’s Inn e Hallover’s Inn, Ke View Motel e Orange Creek Inn.

## Coisas para ver e fazer na Ilha Cat
Cat Island oferece férias inesquecíveis nas Bahamas para aqueles que desejam ter uma escapadela descontraída, relaxante e privada. Você pode ficar em uma vila rústica e remota, onde pode relaxar em bares tiki. Pesca, mergulho e passeios de barco são algumas das atividades divertidas que pode desfrutar na ilha. Você também pode praticar mergulho com snorkel, natação ou banho de sol. Existem também marinas de pesca que atendem a pescadores entusiastas que desejam desfrutar de um ponto de pesca desportiva. Uma das atrações mais famosas da ilha é o Hermitage, um pequeno retiro de pedra construído inteiramente à mão pelo Padre Jerônimo. Situa-se no topo do ponto mais alto das Bahamas e oferece uma das vistas mais espetaculares da ilha. Cat Island Bahamas apresenta uma praia de areia rosa de 13 km, belas praias desertas, colinas ondulantes com 80 km de comprimento e longos trechos de trilhas naturais.

## Folclore da Ilha Cat
Escolher passar suas férias nas Bahamas na Ilha Cat Bahamas não só permitirá que você experimente a beleza da ilha, mas também aprenderá muito sobre as lendas e mitos locais. Cat Island é uma das ilhas restantes que ainda praticam Obeah, a versão bahamense do vodu. Muitos acreditam que é o principal centro para os crentes praticantes. Embora muitos locais ainda pratiquem até hoje, não é falado abertamente. Os moradores também acreditam que o espírito dos mortos permanece com eles, portanto, muitos não viverão nas casas cuja última geração já morreu, preferindo deixar a casa vazia e simplesmente construir uma nova perto dela.

Os Buracos Azuis da Ilha Cat Bahamas também estão repletos de folclore da ilha. Os habitantes locais acreditam que os buracos azuis são casas de sereias e monstros marinhos. Acredita-se que um buraco azul específico chamado Big Blue Hole abrigue um monstro que come cavalos. Acredita-se que o Mermaid Hole seja o lar de uma sereia. Outros buracos azuis seriam o lar de criaturas que pareciam peixes-boi.